# (9718) Gerbefremov
(9718) Gerbefremov est un astéroïde de la ceinture principale.

## Description
(9718) Gerbefremov est un astéroïde de la ceinture principale. Il fut découvert le 16 décembre 1976 à Nauchnyj par Lioudmila Tchernykh. Il présente une orbite caractérisée par un demi-grand axe de 2,36 UA, une excentricité de 0,15 et une inclinaison de 5,9° par rapport à l'écliptique.

## Compléments